# الجامعة الوطنية الزراعية في كازاخستان
الجامعة الوطنية الزراعية في كازاخستان (بالقازاقية: Қазақ ұлттық аграрлық университеті)‏ هي جامعة رائدة في ألماتي في كازاخستان تدرب المتخصصين في الزراعة.

## التاريخ

### معهد ألما آتا للطب البيطري
في عام 1929 تم تأسيس المعهد البيطري لتدريب الأطباء البيطريين ومهندسي علم الحيوان على نطاق واسع مع التخصص في أستراخان، والدواجن، وتربية الخيول والتخصصات الأخرى. سرعان ما أعيد تنظيم المؤسسة التعليمية في المعهد البيطري-زوتكنيكال. في عام 1933، أعيدت تسميته إلى معهد ألما آتا للحيوانات البيطرية (AZVI).
خلال الحرب العالمية الثانية تطوع 206 من طلاب وموظفي المعهد للجبهة. تم منح لقب بطل الاتحاد السوفيتي لواحد من 28 من رجال الحرس بانفيلوف، وموظف في معهد أليكباي قوزاييف وخريج معهد إردينبك نيتقاليف.
في عام 1979، حصل المعهد على وسام الراية الحمراء للعمل. في عام 1981-1982، درس المعهد أكثر من 5 آلاف طالب، وعمل 314 مدرسًا، من بينهم 20 أستاذًا وطبيبًا للعلوم، و170 أستاذًا مشاركًا ومرشحًا للعلوم.

### المعهد الزراعي الكازاخستاني
في عام 1930، تأسس المعهد الزراعي الكازاخستاني (KazAI) في ألما آتا. في البداية كان المعهد يضم كليتين (الحبوب والمحاصيل الصناعية)، و11 قسمًا، حيث درس 131 طالبًا، وعمل 42 مدرسًا. تم التخرج الأول في عام 1933 حيث تلقى 78 شخصًا تعليمًا عاليًا (بما في ذلك 20 كازاخستانيًا)، منهم 51 مهندسًا زراعيًا و27 مزارع فاكهة.
خلال الحرب العالمية الثانية ذهب حوالي 30 مدرسًا إلى المقدمة. خلال هذه السنوات، تم إجلاء العلماء إلى ألما آتا وعملوا في المعهد. من عام 1930 إلى عام 1950، قام المعهد بتدريب 17 خريجًا من المتخصصين: 1549 شخصًا. أصبح العديد منهم قادة بارزين في الحزب والدولة، ورؤساء مزارع. في عام 1950، بدأت ست كليات العمل داخل المعهد وتم تقديم فترة دراسية مدتها خمس سنوات. بحلول عام 1970 درس 11284 طالبًا في المعهد الزراعي الكازاخستاني، بما في ذلك 4247 طالبًا في قسم الدوام الكامل. ضم أعضاء هيئة التدريس 511 شخصا. تم تنفيذ تدريب الموظفين في 15 تخصصا. في عام 1971 حصل المعهد الزراعي الكازاخستاني على وسام الراية الحمراء للعمل. من عام 1985 إلى عام 1995 كان المعهد يضم 12 كلية.
في 1981-1982 درس أكثر من 10 آلاف طالب في المعهد، وعمل 541 مدرسًا، بما في ذلك عضوان مناظرين في أكاديمية العلوم في جمهورية كازاخستان الاشتراكية السوفياتية، وعضو مناظر آخر، و21 أستاذًا وطبيبًا للعلوم، و222 أستاذًا مشاركًا ومرشحًا العلوم.

### الاندماج والحاضر
في عام 1996 من خلال دمج معهد ألماتي للحيوانات البيطرية والمعهد الزراعي الكازاخستاني، أُنشأت الجامعة الزراعية الحكومية الكازاخستانية (KazGAU)، وتم تعيين رئيسها كأكاديمي في الأكاديمية الوطنية للعلوم في جمهورية كازاخستان كنزيغالي ساغادييف.
في عام 2001 بموجب مرسوم صادر عن رئيس جمهورية كازاخستان نور سلطان نزارباييف مُنحت الجامعة وضعًا خاصًا كمؤسسة وطنية للتعليم العالي.

## الكليات
- كلية البيولوجيا الزراعية والصحة النباتية
- كلية التكنولوجيا والمصادر الحيوية
- كلية الطب البيطري
- كلية الغابات والموارد الأرضية والبستنة
- كلية الهندسة الهيدروليكية واستصلاح الأراضي والأعمال
- كلية الهندسة

## حرم الجامعة

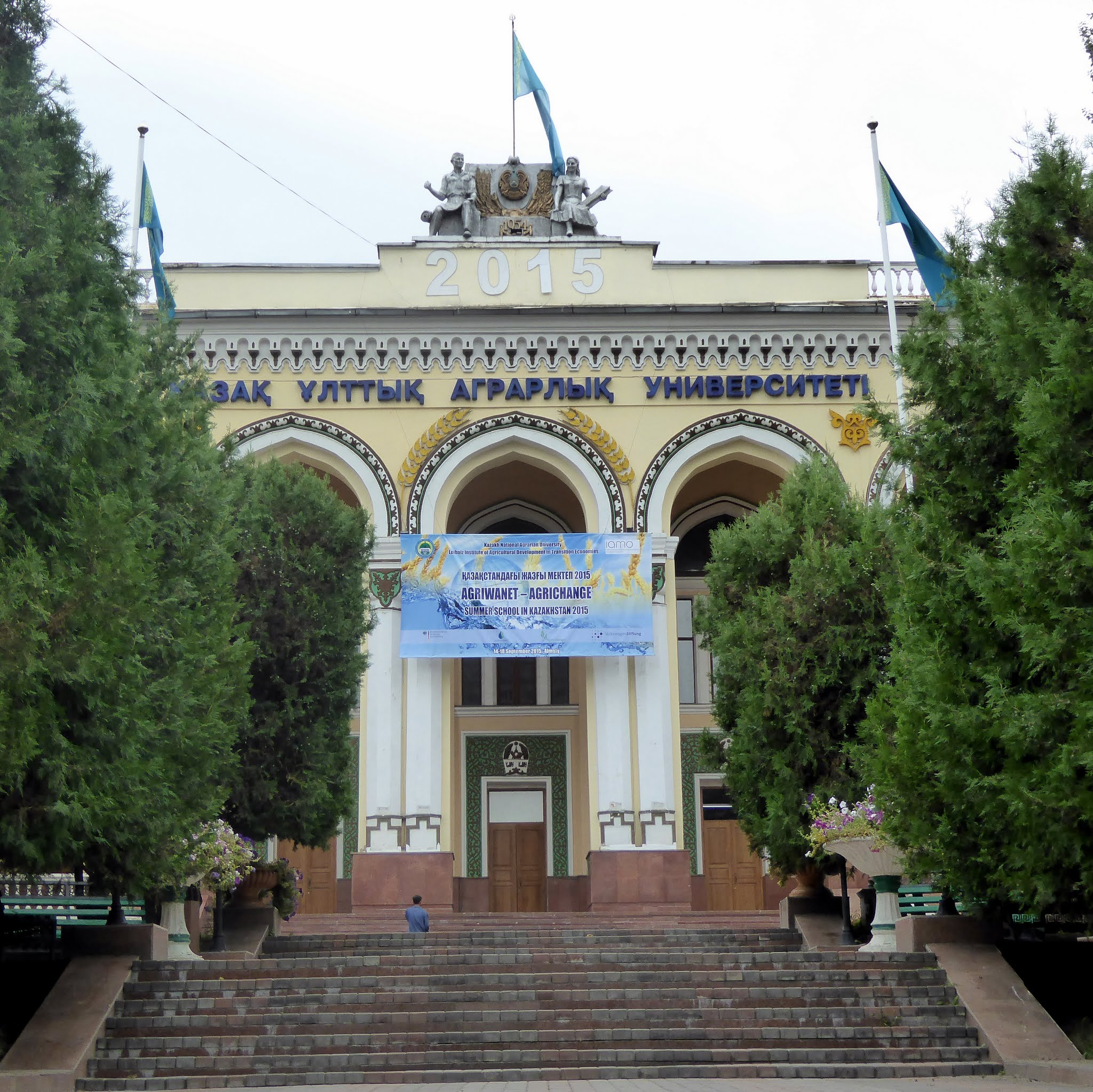
مبنى حرم المعهد الزراعي الكازاخستاني

تم بناء المبنى الرئيسي للجامعة على مرحلتين في عامي 1934 و1954. في عام 1934، وفقًا لمشروع المهندس المعماري بيتروف تم بناء الجناح الأيسر، وفي عام 1954 تم الانتهاء من الجزء المركزي والجناح الأيمن من المبنى وفقًا لتصميم V. من الناحية المعمارية، يتكون المبنى من ثلاثة أجزاء وتم بناؤه على الطراز الكلاسيكي مع عناصر الديكور الوطني.
يوجد رواق للمدخل الرئيسي أمام الإسقاط المركزي المكون من ثلاثة طوابق. تحتوي أرصفة ها على أعمدة مزدوجة ومزدوجة متعددة الأوجه ذات تيجان زخرفية وقواعد مطورة. تحتوي الأقواس من «النوع الشرقي» على أرشيفات معقدة مزخرفة. يحتوي الكورنيش المتطور على مستويين من الأقواس المجعدة. المناطق المركزية والزاوية للحاجز صماء. يتم وضع درابزين مقوس بينهما. في الوسط، فوق الحاجز، يوجد تكوين نحتي ذو شكلين مع شعار النبالة. الأبواب خلف الرواق لها غلاف عريض مزخرف. النوافذ ذات الزجاج الملون ذات الطبقتين تتبع محيط الأقواس. النوافذ المرتفعة خارج الرواق مستطيلة الشكل ذات إطارات بسيطة. يوجد حزام من جزأين على مستوى عتبة النافذة في الطابق الثالث. الحجم الرئيسي للمبنى مكون من طابقين مع قاعدة تمر في الطابق السفلي. جدران الطابق السفلي لها مساحة كبيرة من الصدأ. يوجد في الزوايا أروقة من ثلاثة أعمدة مع أعمدة مربعة مخدد وتاج بسيط من الألواح. تتوج الأعمدة بطبقة داخلية متطورة متعددة الخطوات. تُستخدم أعمدة وأعمدة مماثلة في لوجيا وفي تأطير النوافذ ذات الزجاج الملون في الردهات. تحتوي نوافذ الواجهات الرئيسية والجانبية على ألواح خشبية معقدة. النوافذ على واجهة الفناء مصنوعة بدون ألواح خشبية. في جزئها المركزي، الكورنيش مكسور على شكل شبه منحرف، وصُنعت أسوار النوافذ الكاذبة مع خرطوشة زخرفية للتاج في أرصفة النوافذ.
في أوائل عام 2000، تم تنفيذ إعادة بناء واسعة النطاق للمبنى الرئيسي للجامعة، مع الحفاظ على العناصر الرئيسية لتصميم الواجهة.
في 10 نوفمبر 2010، تمت الموافقة على قائمة الدولة الجديدة للآثار التاريخية والثقافية ذات الأهمية المحلية لمدينة ألماتي، وفي نفس الوقت تم إعلان بطلان جميع القرارات السابقة بشأن هذه المسألة. في هذا القرار، تم الحفاظ على حالة الأثر المحلي للمبنى الرئيسي. تمت الموافقة على حدود المناطق المحمية في عام 2014.